# Toys of Destiny
Toys of Destiny è un cortometraggio muto del 1912 diretto da Edwin August (qui al suo debutto nella regia) che ne fu anche l'interprete.

## Produzione
Il film fu prodotto dalla Powers Picture Plays di Pat Powers.

## Distribuzione
Distribuito dall'Universal Film Manufacturing Company, il film - un cortometraggio in due bobine - uscì nelle sale il 27 dicembre 1912.